# Icariotis alboscutata
Icariotis alboscutata är en skalbaggsart som beskrevs av Leon Fairmaire 1904. Icariotis alboscutata ingår i släktet Icariotis och familjen långhorningar.
Artens utbredningsområde är Madagaskar. Inga underarter finns listade i Catalogue of Life.